# هيو ر. ويلسون
هيو ر. ويلسون (بالإنجليزية: Hugh R. Wilson)‏ هو دبلوماسي أمريكي، ولد في 29 يناير 1885 في إيفانستون في الولايات المتحدة، وتوفي في 29 ديسمبر 1946 في بينينغتون في الولايات المتحدة.

## وصلات خارجية
- هيو ر. ويلسون على موقع مونزينجر (الألمانية)